# Statua di Freddie Mercury
La statua di Freddie Mercury è una scultura monumentale dell'artista ceca Irena Sedlecká situata a Montreux, nel Canton Vaud, in Svizzera, lungo le sponde del Lago Lemano.
Quest'opera rappresenta un omaggio a Freddie Mercury, cantante, compositore e musicista britannico di origini parsi, membro dei Queen, che fin dagli anni ottanta trascorreva lunghi periodi nella cittadina svizzera, in cui erano situati i Mountain Studios, gli studi di registrazione del gruppo rock.
Una piccola copia della statua venne inclusa nella copertina dell'album Made in Heaven, uscito il 7 novembre 1995, posta all'epoca nei pressi della Duck House, residenza di Mercury a Montreux.

## Storia
L'idea di realizzare una statua del cantante fu dell'Official International Queen Fan Club, che propose a Jim Beach, manager dei Queen, l'idea; giudicando infattibile situare l'opera a Londra, si ipotizzò presto di collocarla a Montreux. Alta tre metri e realizzata in bronzo nel 1996, la statua mostra il cantante in una posa effettuata nel luglio 1986 allo stadio di Wembley, nel corso del Magic Tour. Vestito dell'iconica giacca gialla, Mercury alza il braccio destro con il pugno chiuso e lo sguardo rivolto verso il basso.
Il monumento, commissionato dai restanti membri dei Queen e dalla famiglia di Mercury e donato alla cittadina svizzera, venne poi inaugurato ufficialmente il 25 novembre 1996, in presenza di Bomi e Jer Bulsara, genitori del cantante, della sorella Kashmira, di Brian May, Roger Taylor e Montserrat Caballé, oltre a Peter Freestone, assistente di Mercury, Roger Cook e Claude Nobs, fondatore del Montreux Jazz Festival. Nel corso degli anni è stata spostata di circa 50 metri dall'originaria collocazione ed è stata posta su un piedistallo per evitarne il più possibile il degrado.
Dal 2003, ogni anno, il primo fine settimana di settembre, questa è una delle tappe del Freddie Mercury Montreux Memorial Day, in cui i fan del cantante si recano a Montreux per rendergli omaggio.

## Galleria d'immagini

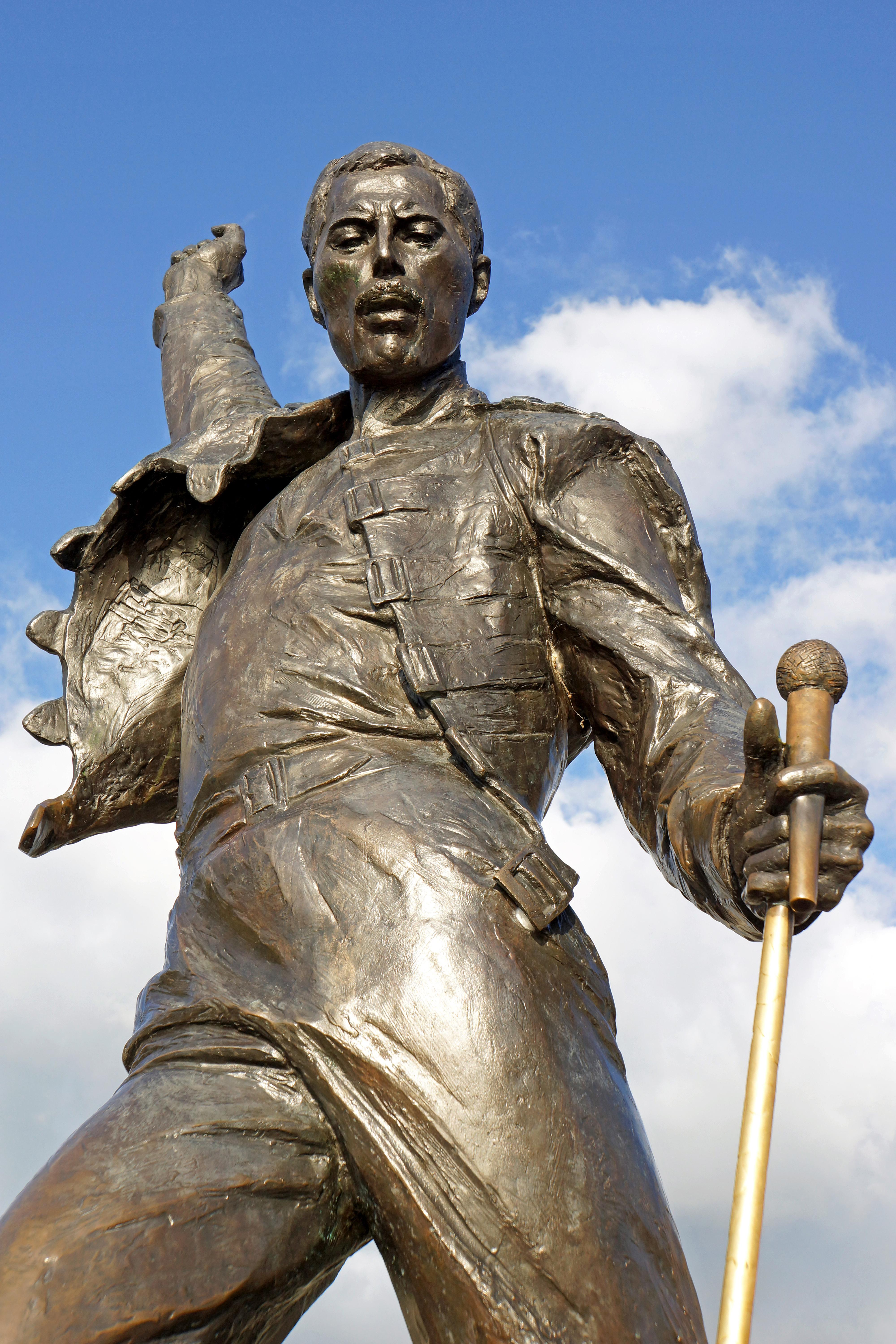
La statua vista dal basso
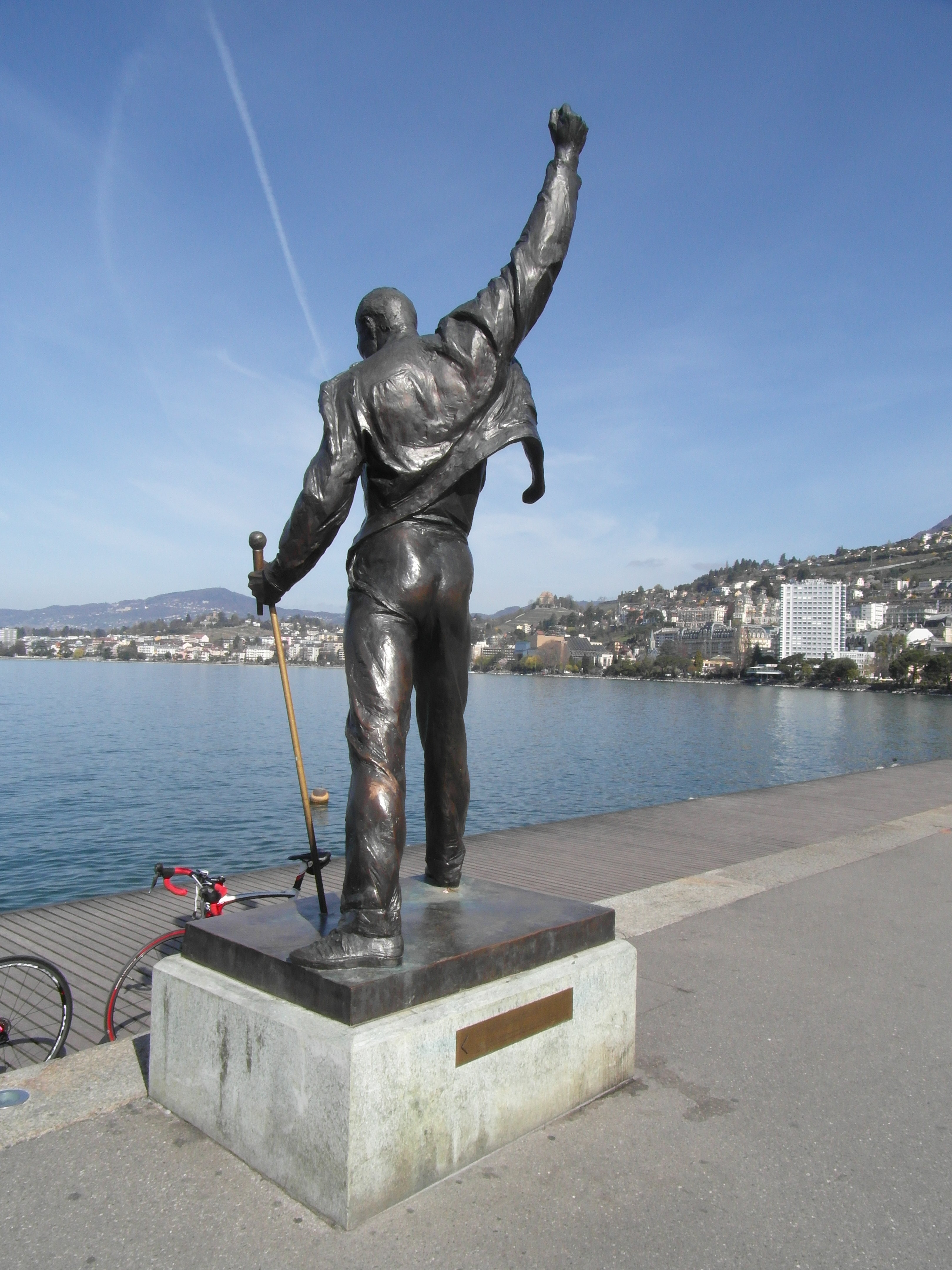
Il retro della statua
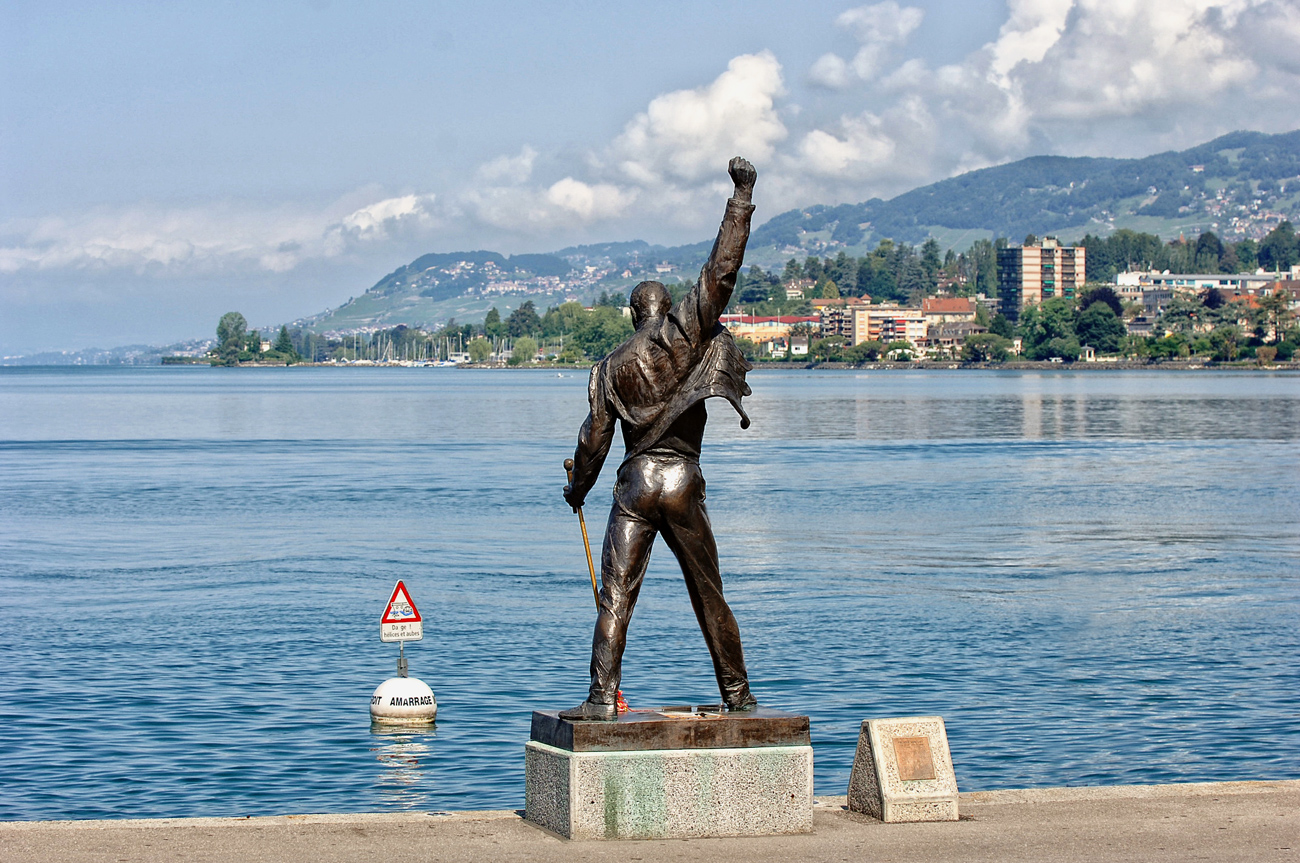
Il lungolago di Montreux
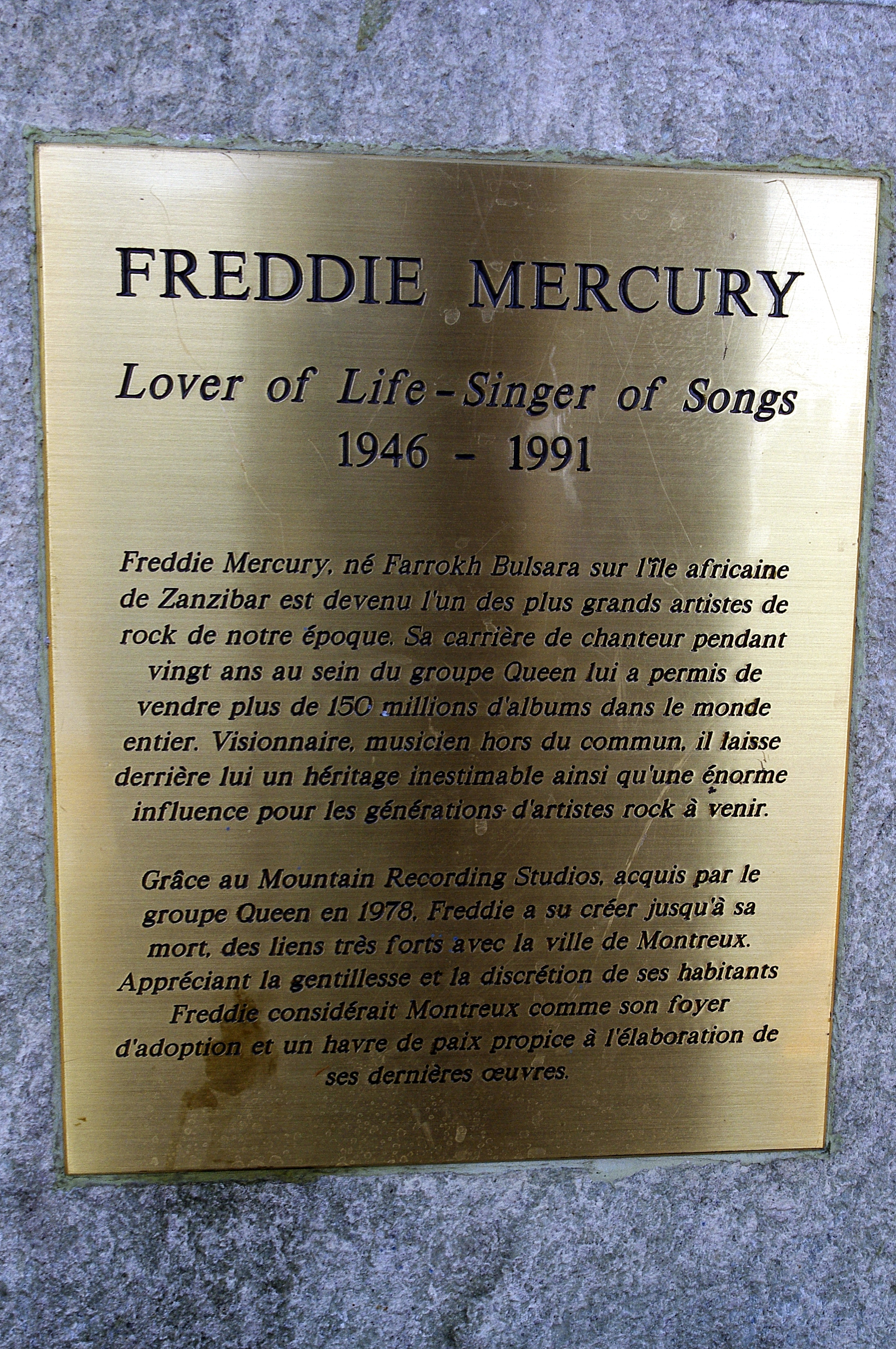
La targa dell'opera